# Савович, Лазар
Лазар Савович (черног. Лазар Савовић; 12 января 2008 года, Подгорица, Черногория) — черногорский футболист, полузащитник столичного клуба «Будучност» и капитан юношеской сборной Черногории.

## Клубная карьера
Футболом начал заниматься в академии столичной «Будучности» в возрасте пяти лет. 9 февраля 2023 года в возрасте 15 лет подписал с клубом первый профессиональный контракт сроком на три года. При тренере Младене Милинковиче начал активно привлекаться к тренировкам с первой командой. Дебютировал 10 марта 2024 года в матче против «Арсенала», заменив на 76-й минуте Милана Вукотича. В еврокубках дебютировал 11 июля 2024 года в игре первого квалификационного раунда Лиги конференций с косовским «Малишева», заменив на 66-й минуте Ивана Бойовича. Первый гол забил 21 августа в ворота «Бокеля».

## Карьера в сборной
Выступает за сборные до 16 и до 17 лет, является капитаном последней.